# Impression photo numérique
L'impression photo numérique est un processus qui permet de reproduire des images, principalement des photographies, en utilisant des technologies numériques. Contrairement aux méthodes traditionnelles d'impression photographique, qui nécessitent l'utilisation de films et de procédés chimiques, l'impression numérique repose sur des fichiers numériques et des imprimantes spécialisées. Elle nécessite une résolution adaptée pour obtenir une qualité d'impression correcte.
 (décembre 2013).

## Résolution d'impression et résolution photo
300 PPP (en anglais : 300 DPI) est la résolution admise pour les impressions photo, mais il faut savoir que l'œil humain est limité dans la différenciation des pixels d'une photo selon la distance à laquelle on la regarde. Il n'est donc pas nécessaire d'imprimer tous les formats de photo en 300 PPP, mais selon une résolution qui est fonction de la taille de la photo.
La distance à laquelle on regarde un document tenu à la main est de 35 cm (on regarde une photo à une distance comprise entre 2 et 3 fois égale à la taille de la diagonale de cette photo). Des abaques permettent de connaître la résolution nécessaire en fonction de la distance d'observation. Ramenée au nombre de fois la dimension de la diagonale d'une photo, on en déduira la qualité d'impression nécessaire ou suffisante d'une photo selon sa taille et son usage. Pour une photo 10 × 15 cm par exemple, la taille de la diagonale de la photo est de 18 cm (et 36 cm est le double de sa diagonale). Selon ces abaques, on trouve que la résolution indispensable pour que l'œil distingue chacun des pixels imprimés à une distance de 36 cm (vision courante d'un document tenu à la main) est bien de 300 PPP.
Par conséquent, imprimer avec une résolution plus grande, de 600 PPP par exemple, permettra de rapprocher une photo jusqu'à 18 cm et d'en voir les détails sans perdre de la définition ou voir le tramage de l'impression. Mais il n'est pas nécessaire d'imprimer une photo à 300 PPP que l'on ne regardera pas tenue à la main (un poster par exemple). Pour les grands formats, au-delà et à partir de A4, on ne définira plus la qualité d'impression selon une résolution absolue. Mais qui sera fonction de la distance à laquelle on la regarde, et donc de la dimension de la diagonale de la photo imprimée à laquelle on appliquera un coefficient compris entre 1 et 3.
Après m'être basé[Qui ?] sur la physique de l'acuité visuelle (cf. Acuité visuelle et définition graphique ) et avoir fait quelques tests empiriques, on peut dire que :
- 300 PPP ou jusqu'à 1 fois la diagonale de la photo est une résolution optimale (O)
- 240 PPP ou jusqu'à 1,25 la diagonale est une résolution très bonne (TB)
- 200 PPP ou jusqu'à 1,5 fois la diagonale est une résolution bonne (B)
- 150 PPP ou jusqu'à 2 fois la diagonale est une résolution acceptable (A)
- 120 PPP ou jusqu'à 3 fois la diagonale est une résolution encore possible, mais qui est insuffisante (I)
- en dessous de 120 dpi et au-delà de 3 fois la dimension de la diagonale de la photo, la qualité est mauvaise - ou nécessite beaucoup d'éloignement.

## Quelques chiffres dpi / distance d'observation
- 600 dpi : vision à 18 cm
- 300 dpi : vision courante à 35 cm (2× diagonale 10 × 15 cm)
- 240 dpi : vision à 45 cm
- 220 dpi : vision à 50 cm
- 200 dpi : vision à 55 cm
- 150 dpi : vision à 70 cm (2× diagonale A4)
- 108 dpi : vision à 1 m   (2× diagonale A3)
- 90 dpi  : vision à 1,20 m
- 70 dpi  : vision à 1,50 m
- 55 dpi  : vision à 2 m
- 36 dpi  : vision à 3 m

## En synthèse
Ce tableau permet de comparer rapidement les possibilités d'impression selon la résolution numérique.
Légende  : Rouge=Insuffisant / Orange=Acceptable / Vert clair=Optimal / Vert foncé=B-TB(?) (×1,5 ou ×1,25 la diagonale)